# TOMOHISA YAMASHITA ASIA TOUR 2011 SUPER GOOD SUPER BAD
《TOMOHISA YAMASHITA ASIA TOUR 2011 SUPER GOOD SUPER BAD》(일본어: トモヒサ ヤマシタ アジア ツアー 2011 スーパーグッド スーパーバッド 도모히사 야마시타 아시아 쓰아 2011 스파굿도 스파밧도[*])는 야마시타 토모히사의 1번째 DVD이다.

## 개요
2011년 1월부터 5월까지 개최된 야마시타 토모히사의 첫 아시아 투어 "TOMOHISA YAMASHITA ASIA TOUR 2011 Super good Super bad"의 도쿄 국립 요요기 경기장에서 5월 10일의 공연을 수록하였다. DVD 초회 반, DVD 통상 반, Blu-ray의 3 형태로의 발매되었다. 초회 반은 스페셜 패키지로 64P 소책자 봉입. 통상 반, Blu-ray와 함께, 16P 소책자가 봉입되어 있다. 각종 DISC1과 DISC2에는 일반적인 내용이 수록되어 있다. 하지만 DVD 초회에만 〈하다칸보〉의 MUSIC CLIP이 수록되어 있다.

## 수록 내용

### DISC 1
1. Overture
2. 다이테 세뇨리타 (抱いてセニョリータ)
3. 피버와 퓨처 (フィーバーとフューチャー)
4. 청춘 아미고 (青春アミーゴ)
5. Theme of "SUPERBAD"
6. Tokyo Sinfonietta
7. MOLA (R-midwest REMIX)
8. One in a million
9. Yours Baby
10. 미안해 (ごめんね)
11. ADAMAS
12. My Dear
13. Dance Jam
14. Sleepwalking
15. Inter
16. TOMO
17. 데키아이ROBOT (溺愛ROBOT)
18. 죄와 벌 (罪と罰)
19. World is yours
20. 하다칸보 (はだかんぼー)
21. Crazy You
22. Friday Night
23. Blood Diamond
24. ONE GIRL
25. Touch You
26. PARTY DON'T STOP (feat.DJ DASK)

### ENCORE
1. Loveless
2. 청 (青)

### W ENCORE
1. One in a million
2. 하다칸보 (はだかんぼー)
3. LOVE SONG

### DISC 2
1. TOUR DOCUMENTARY IN SUPER GOOD SUPER BAD
2. 하다칸보 (はだかんぼー) - MUSIC CLIP (초회 반 수록)